# Bomby
Bomby – wieś w Anglii, w Kumbrii. Leży 42 km na południe od miasta Carlisle i 380 km na północny zachód od Londynu.